# Adi Übleis
Adolf „Adi“ Übleis (* 10. November 1937 in Wels oder Thalheim bei Wels; † 23. Dezember 2022) war ein österreichischer Trabrennfahrer. Er gewann rund 3.500 Rennen, war Weltmeister (1971) und zweifacher Europameister (1971 und 1974).

## Leben
Adi Übleis hatte neun Geschwister, sein Vater betrieb ein Pferde-Fuhrunternehmen. Er absolvierte eine Lehre zum Automechaniker und bestritt im Alter von 17 Jahren ein Amateur-Trabrennen auf der Welser Trabrennbahn. Er wurde als Trainer engagiert, 1964 wechselte er nach Wien auf die Trabrennbahn Krieau. In Baden in Niederösterreich lernte er seine spätere Frau kennen.
1970 holte Übleis in Österreich seinen ersten Derbysieg mit Big Ben, im selben Jahr wurde er erstmals österreichischer Fahrer-Champion. Damit qualifizierte er sich für die Europameisterschaft 1971 in Recklinghausen, wo er erstmals Europameister wurde. Im selben Jahr wurde er in den USA Weltmeister. 1971 war Übleis bei der Wahl zu Österreichs Sportler des Jahres hinter Ilona Gusenbauer, Annemarie Pröll und Trixi Schuba gereiht. Im April 1973 war er in der von Hans Rosenthal moderierten ZDF-Sendung Dalli Dalli zu Gast. 1974 wurde er in der Wiener Krieau zum zweiten Mal Europameister.
In Österreich gewann er viermal das Derby mit Big Ben (1970), Vulkan (1979), Action Francaise (1986) und Mick Dundee (1992) und wurde neun Mal Champion (1970–75 und 1985–87). Seinen tausendsten Sieg feierte er 1976 in der Wiener Krieau, den zweitausendsten 1984 in Baden und den dreitausendsten 1993 wieder in der Krieau.
Nachdem eine Regel vorsieht, dass Trabrennfahrer nur bis zum 70. Lebensjahr Rennen bestreiten dürfen, beendete er 2007 seine aktive Fahrerkarriere. Die Österreichische Post gab anlässlich seines 80. Geburtstages eine Sondermarke heraus. Im Ruhestand war er auf dem Trabergestüt der Familie in Leobersdorf tätig, 2014 wurde er Ehrenpräsident des Badener Trabrenn-Vereins. In Baden wurde die Adi-Übleis-Allee beim Trabrennplatz nach ihm benannt.
Übleis starb im Dezember 2022 im Alter von 85 Jahren an den Folgen einer Lungenentzündung. Er war Vater dreier Kinder, die ebenfalls im Pferdesport aktiv wurden.

## Erfolge (Auswahl)
- 1957: Erster Trabrennsieg in der Krieau mit Pepi-B
- 1970: Österreichischer Staatsmeister im Trabrennsport
- 1971: Europameister im Trabrennsport
- 1971: Weltmeister im Trabrennsport
- 1971: Österreichischer Staatsmeister im Trabrennsport
- 1972: Österreichischer Staatsmeister im Trabrennsport
- 1973: Österreichischer Staatsmeister im Trabrennsport
- 1974: Österreichischer Staatsmeister im Trabrennsport
- 1974: Europameister im Trabrennsport
- 1971: Sieger im österreichischen Traber-Derby mit Big Ben
- 1979: Sieger im österreichischen Traber-Derby mit Vulkan
- 1985: Österreichischer Staatsmeister im Trabrennsport
- 1986: Österreichischer Staatsmeister im Trabrennsport
- 1986: Sieger im österreichischen Traber-Derby mit Action Francaise
- 1987: Österreichischer Staatsmeister im Trabrennsport
- 1992: Sieger im österreichischen Traber-Derby mit Mick Dundee[8][12][7]